# Kaiserliche Armee
Kaiserliche Armee était le terme utilisé pour désigner l'armée de l'Empire allemand, comprenant:
- Deutsches Heer
- Kaiserliche Marine
- Luftstreitkräfte